# Esquennoy
Esquennoy település Franciaországban, Oise megyében. Lakosainak száma 735 fő (2022. január 1.). Esquennoy Bonneuil-les-Eaux, Breteuil, Fléchy, Hardivillers, Paillart és Villers-Vicomte községekkel határos.

## Népesség
A település népességének változása:
| Lakosok száma | 742  | 729  | 731  | 720  | 714  | 711  | 719  | 727  | 735  |
|               | 2013 | 2015 | 2016 | 2017 | 2018 | 2019 | 2020 | 2021 | 2022 |